# РД-107
РД-107 (индекс 8Д74) — жидкостный ракетный двигатель, созданный для первой в мире межконтинентальной баллистической ракеты Р-7 в ОКБ-456. Используется на каждом боковом блоке первой ступени всех ракет-носителей семейства «Союз».

## История
Двигатель был разработан ОКБ-456. С помощью двигателя РД-107 и его модификаций были обеспечены успешные полёты искусственных спутников Земли, Луны и Солнца, автоматических станций на Луну, Венеру, Марс и пилотируемых кораблей «Восток», «Восход», «Союз». Именно эти двигатели впервые в истории вывели в космос искусственный спутник и человека. 
Постановлением Совета Министров СССР от 13 мая 1946 года в СССР были начаты работы по изучению опыта Германии в проектировании и производстве двигателей ракет V-2. Хронологическими и частично техническими предшественниками двигателей РД-107 и РД-108 были двигатели РД-100, РД-103, РД-105, РД-106. В результате проведенных работ над этими ракетами было обеспечено успешное создание двигателей РД-107/108.
Разработка двигателей для первой межконтинентальной баллистической ракеты Р-7 началась в 1954 году и потребовала три года. Р-7 была жидкостной двухступенчатой ракетой. Каждый блок первой ступени содержал двигатели РД-107, которые располагались симметрично вокруг центрального блока второй ступени. Каждый двигатель имел шесть камер сгорания, две из которых являлись рулевыми.
На РД-107 конструктивно основан двигатель РД-108. Запуск двигателей обеих ступеней происходил в одно время при помощи пирозажигательных устройств в каждой из 32 камер сгорания. Модификации  двигателей и сейчас используются при оснащении ракет. В общей сложности при помощи двигателя РД-108 было поднято в космос более 1800 ракет-носителей.
Серийное производство двигателей было налажено под руководством директора завода №24 Петра Денисовича Лаврентьева в кратчайшие сроки освоил производство новой техники — жидкостных ракетных двигателей РД-107 и РД-108.

## Текущий статус
Серийное производство этих двигателей осуществляется на заводе имени Фрунзе (ныне ПАО «Кузнецов») в Самаре под авторским надзором Приволжского филиала НПО «Энергомаш». Испытания двигателя производят на специальном стенде на обособленном подразделении завода «Кузнецов» — в поселке Винтай в 70 км от города. Используется на боковых блоках ракет носителей «Союз-ФГ» и «Союз-2».

## Технические особенности

Схема ТНА РД-107

Основные камеры сгорания (4) неподвижны. Имеет две рулевых камеры с отклонением до 45 градусов и гидроприводом.
Рабочие компоненты:
- горючее — керосин Т-1
- окислитель — кислород
- питание ТНА — пероксид водорода

## Назначение
Двигательная установка боковых блоков ракет-носителей серии Р-7.

## Основные варианты модернизации

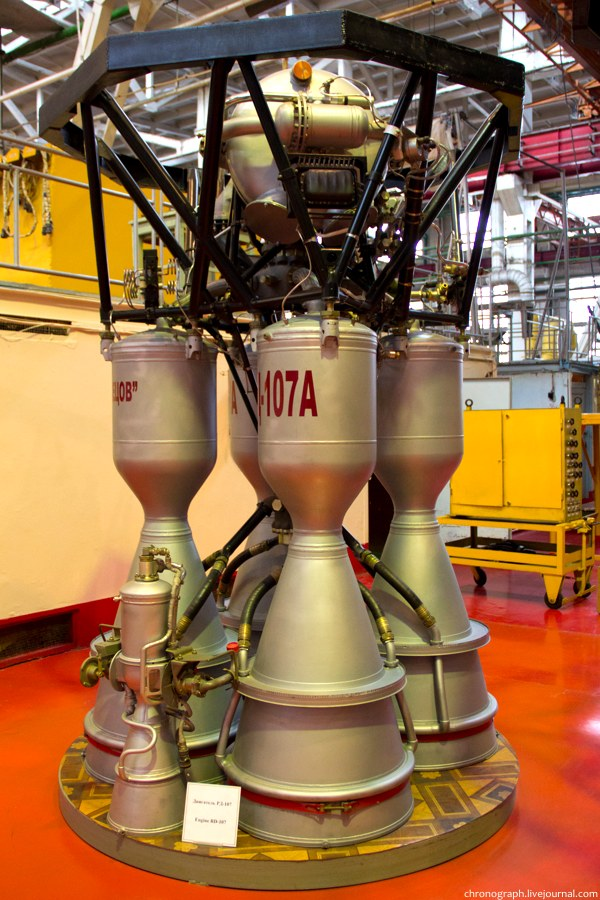
РД-107А

С 1960 года двигатель продолжает совершенствоваться, создаются новые модификации. Основные модернизации — двигатели 8Д74, 8Д728, 11Д512 и 14Д22. В марте 2019 года «Объединенная двигателестроительная корпорация» Госкорпорации «Ростех» успешно завершила испытания первого серийного комплекта ракетных двигателей РД-107А/РД-108А на новом топливе — нафтиле.
| Характеристика                      | Характеристика                      | Модификации двигателя | Модификации двигателя |
| Характеристика                      | Характеристика                      | РД-107                | РД-107А               |
| ----------------------------------- | ----------------------------------- | --------------------- | --------------------- |
| Тяга, тс:                           | земная                              | 83                    | 85,6                  |
| Тяга, тс:                           | пустотная                           | 102                   | 104                   |
| Удельный импульс, с                 | земной                              | 256                   | 263,3                 |
| Удельный импульс, с                 | пустотный                           | 313                   | 320,2                 |
| Давление в камере сгорания, кгс/см2 | Давление в камере сгорания, кгс/см2 | 60                    | 61,2                  |
| Масса, кг                           | сухая                               | 1190                  | 1090                  |
| Масса, кг                           | залитая                             | 1300                  | 1156                  |
| Габариты, мм                        | высота                              | 2865                  | 2578                  |
| Габариты, мм                        | диаметр                             | 1850                  | 1850                  |
| Период разработки                   | Период разработки                   | 1954–1959             | 1993–2001             |
| Назначение                          | Назначение                          | РН «Восток»           | РН «Союз»             |

### 8Д728 (РД-107ММ)
Вариант разработан в 1965—1976 гг. для РН «Молния» (8К78М)

### 11Д512 (РД-117)
Вариант разработан в 1968—1973 гг. для РН «Союз-У» (11А511У)

### 14Д22 (РД-107А)
Вариант разработан в 1993—2001 гг. для РН «Союз-ФГ» (11А511ФГ)

## Модификации
РД-108 — модификация с 4 рулевыми камерами для использования в центральном блоке.